# Jahrbuch der Hamburgischen Wissenschaftlichen Anstalten
Jahrbuch der Hamburgischen Wissenschaftlichen Anstalten (abreviado Jahrb. Hamburg. Wiss. Anst.) fue una revista con ilustraciones y descripciones botánicas que fue editada en Hamburgo Alemania. Se publicaron 34 números en los años 1883-1917.